# Luzsicei-hegység
A Luzsicei-hegység  (csehül: Lužické hory; németül: Lausitzer Gebirge; lengyelül: Góry Łużyckie) a Nyugat-Szudéták egyik hegyvonulata Németország (azon belül Szászország keleti részén) az Iser, illetőleg Neisse között, Csehország északi határán. Az Elba völgyétől nyugatra az Érchegység folytatása. Az északi, németországi rész hegységeit Zittau-hegységnek nevezik.

## Földrajz

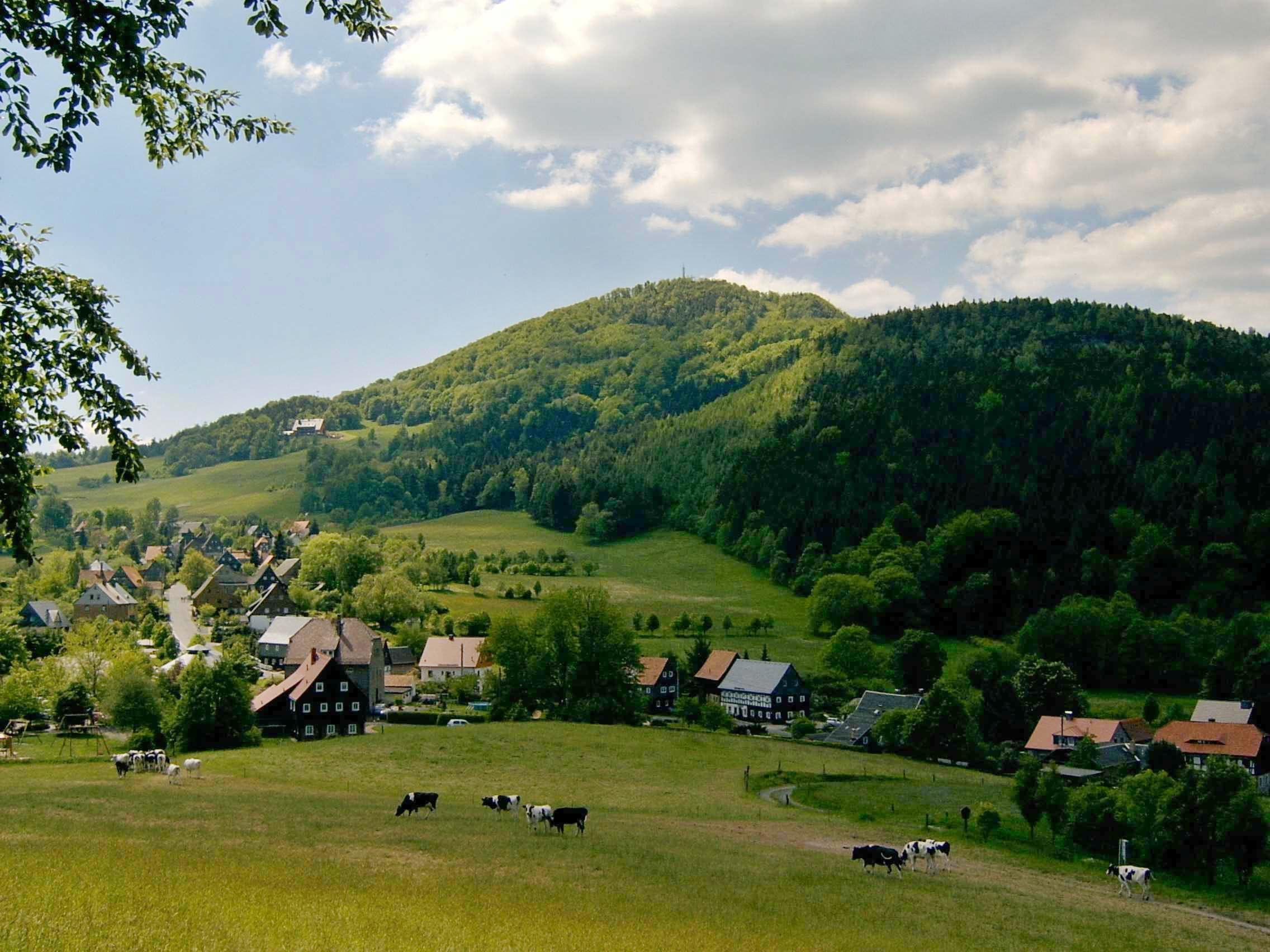
A Lausche, északról nézve

A hegység a Szudéták legnyugatibb nyúlványai közé tartozik, amelyek északon a történelmi Szilézia, délen pedig Csehország és  a történelmi Morvaország  határán húzódnak egészen a keleti Morva kapuig, ahol a Kárpátokhoz csatlakoznak. A  Luzsicei-hegység 190 km hosszú, 320 m átlagos magasságú északnyugati előhegyeit Luzsicei-fennsíknak nevezik; délnyugaton a hegység a České Středohoří hegységgel határos.
A hegység nagyrészt homokkő, üledékes kőzetekből áll, amelyek egy prekambriumi kristályos alapkőzetre támaszkodnak. Az északi gerincet a Luzsicei-törés jelöli, egy geológiai zavaró zóna, amely elválasztja a cseh homokköveket a luszáti granodiorittól. A harmadidőszak során vulkáni magmaáramlatok törték át a homokkőréteget, és szilárdultak meg bazalt és fonolit formájában. Több homokkő érintkezési terület is oszlopokká és különálló kőzetalakzatokká szilárdult.

## Hegyek és csúcsok

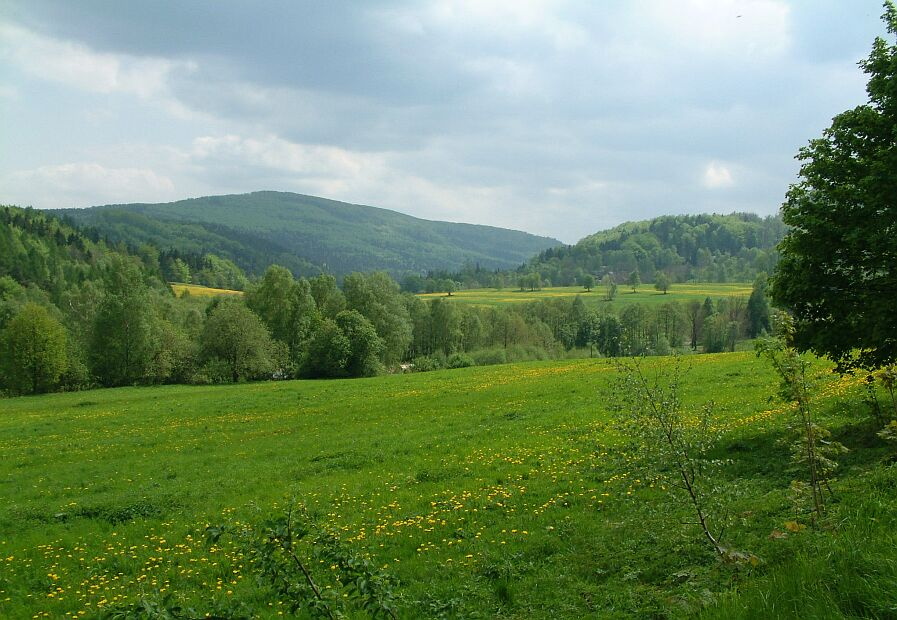
Pěnkavčí vrch

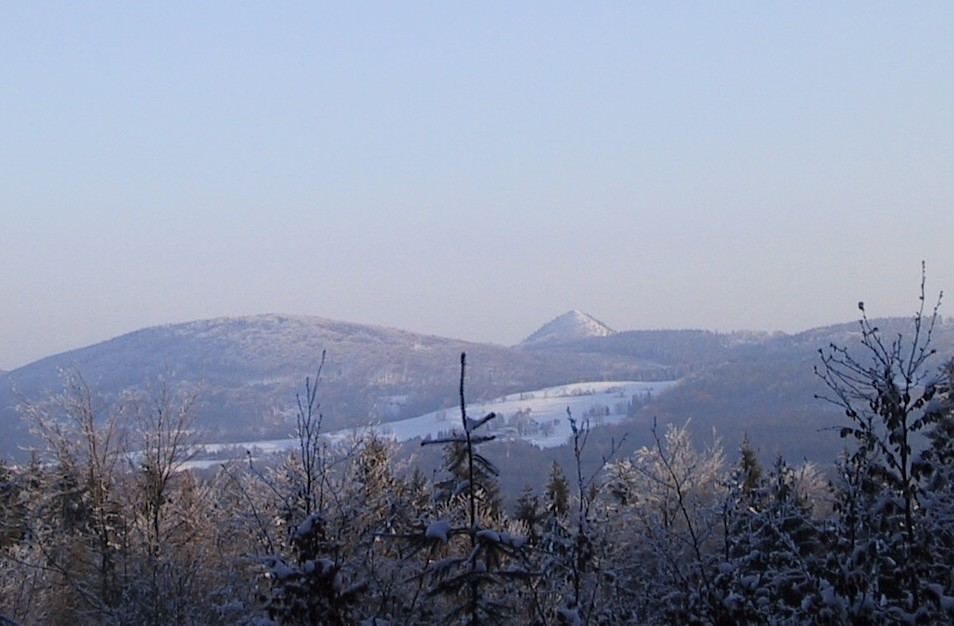
Nézet Klíčre télen

A legmagasabb csúcs a Lausche (793 m). További nevezetes csúcsok a Pěnkavčí vrch (792 m), a Jedlová (774 m), a Klíč (760 m), a Hochwald (750 m) és a Studenec (736 m).
- Lausche (Luž), 793 m
- Finkenkoppe, 792 m
- Jedlová (Tannenberg), 774 m
- Klíč (Kleis'), 760 m
- Hochwald (Hvozd), 750 m
- Studenec (Kaltenberg), 736 m
- Stožec (Großer Schöber), 665 m
- Borzhegy (Limberg', 665 m
- Malý Stožec (Kleiner Schöber), 659 m
- Zlatý vrch (Goldberg', 657 m
- Chřibský vrch (Himpelberg), 621 m
- Janské kameny (Johannisstein), 604 m
- Střední vrch (Mittenberg), 593 m
- Sokol (Falkenberg), 592 m
- Töpfer, 582 m
- Popova skála (Pfaffenstein), 565 m
- Ortel (Ortelsberg), 554 m
- Schlossberg, 530 m
- Oybin, 514 m

## Természetvédelem
A Luzsicei- hegység csehországi része 1976 óta természetvédelmi terület, amely 264 km2 területű. Közigazgatásilag a Ruszka-hegység Tájvédelmi Területként (CHKO Lužické hory) ismert, és CHKO státuszú, úgynevezett Tájvédelmi park. A hegység kisebb németországi része is természetvédelmi terület lett 2008-ban, amikor létrehozták a Zittaui-hegység Nemzeti Parkot (Naturpark Zittauer Gebirge), aminek következtében a teljes Luzsicei-hegység valamilyen formában természetvédelem alatt áll.

## Fordítás
Ez a szócikk részben vagy egészben  a   Lusatian Mountains című angol Wikipédia-szócikk ezen változatának fordításán alapul.  Az eredeti cikk szerkesztőit annak laptörténete sorolja fel. Ez a jelzés csupán a megfogalmazás eredetét és a szerzői jogokat jelzi, nem szolgál a cikkben szereplő információk forrásmegjelöléseként.